# حافة الصدع

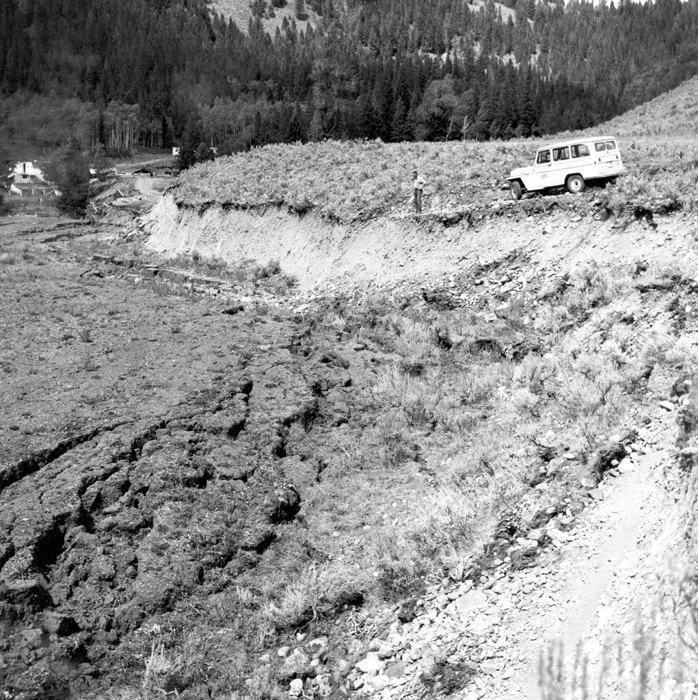
حافة الصدع، صورة تم التقاطها في 19 أغسطس 1959.

حافة الصدع (بالإنجليزية: Fault scarp)‏، هو جرف شديد الانحدار نشأ نتيجة تحرك عمودي للقشرة الأرضية على أحد جانبي الصدع بالمقارنة مع الوضع بالجانب الآخر. وهي إما أن تظهر عن طريق الحركة التفاضلية والتآكل اللاحق على طول تمزق جيولوجي قديم غير نشط أو عن تمزق جيولوجي نشط مؤخراً.